# KTM 85 SX
De KTM 85 SX is een mini crossmotor voor kinderen van 11 tot 16 jaar. Hij bestaat in twee versies in (19/16) en in (17/14), dit is de maat van de wielen. Het eerste getal is voor het voorste wiel. In de eerstgenoemde versie is het voorste wiel 19" en het achterste 16".
De KTM 85 SX heeft een 85cc motor en zes versnellingen. Hij kan een totaal van vijf liter benzine bevatten en weegt 68 kg. Hij heeft speciale veringen waardoor het zadel 90 cm van de grond staat. Hij is 1,30 m lang en het laagste punt van de motor ligt aan 41 cm van de grond. De motor wordt geleverd met een krachtige carburator, de Keihin PWK 28 en wordt opgestart door een kick-starter (dat is met een trapper aan de zijkant). De KTM is een instapper voor de junior motorcross.
KTM wordt door verschillende professionals gebruikt in de motorcross:
- Steve Ramon (België)
- Yves Demaria (Frankrijk)
- Sven Breugelmans (België)
- Carl Nunn (Groot-Brittannië)
- Marc De Reuer (Nederland)
- Julien Bill (Zwitserland)

KTM is ook bekend van de Rally Paris-Dakar, vele moto-rijders rijden met KTM.